# Sobretâmega
Sobretâmega est une paroisse portugaise de la commune de Marco de Canaveses, d'une superficie de 4,07 km²  et de 1084 habitants (recensement de 2021). Sa densité de population est de 266,3 hab/km².